# Championnat de la CONCACAF 1973
Navigation
Trinité-et-Tobago 1971 Mexique 1977
Le championnat de la CONCACAF 1973 est une compétition regroupant les nations d'Amérique du Nord, centrale et des Caraïbes. Elle sert de cadre aux éliminatoires de la Coupe du monde de football 1974, dont la phase finale aura lieu en Allemagne de l'Ouest. Le vainqueur du championnat continental est qualifié pour le tournoi final.

## Tour préliminaire
Les quatorze équipes de la zone Amérique du Nord, centrale et Caraïbes se disputent une unique place qualificative pour la phase finale de la Coupe du monde 1974. La Jamaïque déclare forfait avant le début des éliminatoires.
Les éliminatoires se déroulent en 2 phases :
- Premier tour : Les équipes sont réparties en 6 groupes (2 groupes de 3 et 4 groupes de 2) selon des critères géographiques. Le vainqueur de chaque poule se qualifie pour le tournoi final.
- Tournoi final : Les 6 équipes vainqueurs du premier tour se retrouvent à Port-au-Prince pour la phase finale continentale où chaque équipe rencontre ses adversaires une seule fois. L'équipe terminant en tête du classement remporte le titre de champion de la CONCACAF et se qualifie pour la phase finale de la Coupe du monde.

### Groupe 1:Mexique
| Rang | Équipe     | Pts | J | G | N | P | Bp | Bc | Diff |  | Résultats (▼ dom., ► ext.) |     |     |     |
| ---- | ---------- | --- | - | - | - | - | -- | -- | ---- |  | -------------------------- | --- | --- | --- |
| 1    | Mexique    | 8   | 4 | 4 | 0 | 0 | 8  | 3  | +5   |  | Mexique                    |     | 2-1 | 3-1 |
| 2    | Canada     | 3   | 4 | 1 | 1 | 2 | 6  | 7  | -1   |  | Canada                     | 0-1 |     | 3-2 |
| 3    | États-Unis | 1   | 4 | 0 | 1 | 3 | 6  | 10 | -4   |  | États-Unis                 | 1-2 | 2-2 |     |

| 20 août 1972 | Canada                                 | 3 - 2 | États-Unis              | St John's                                  |                                            |
|              | Parsons 5e · Tawmley 41e · Johnson 63e |       | Roy 65e · Getzinger 88e | Spectateurs : 7 600 Arbitrage : M. Parsons | Spectateurs : 7 600 Arbitrage : M. Parsons |

| 24 août 1972 | Canada | 0 - 1 | Mexique      | Varsity Stadium, Toronto                    |                                             |
|              |        |       | Borbolla 61e | Spectateurs : 14 000 Arbitrage : M. Chaplin | Spectateurs : 14 000 Arbitrage : M. Chaplin |

| 29 août 1972 | États-Unis           | 2 - 2 | Canada                  | Memorial Stadium, Baltimore                  |                                              |
|              | Roy 14e · Geimer 25e |       | MacKay 9e · Douglas 81e | Spectateurs : 3 273 Arbitrage : M. Henriquez | Spectateurs : 3 273 Arbitrage : M. Henriquez |

| 3 septembre 1972 | Mexique                                | 3 - 1 | États-Unis | Stade Azteca, Mexico                             |                                                  |
|                  | Victorino 12e · Bustos 47e · Borja 60e |       | Roy 78e    | Spectateurs : 29 891 Arbitrage : M. de Gourville | Spectateurs : 29 891 Arbitrage : M. de Gourville |

| 6 septembre 1972 | Mexique                    | 2 - 1 | Canada       | Stade Azteca, Mexico                        |                                             |
|                  | Victorino 21e · Bustos 46e |       | Robinson 40e | Spectateurs : 30 000 Arbitrage : M. Koetzer | Spectateurs : 30 000 Arbitrage : M. Koetzer |

| 10 septembre 1972 | États-Unis | 1 - 2 | Mexique                     | Memorial Coliseum, Los Angeles           |                                          |
|                   | Geimer 8e  |       | Ceballos 11e · Borbolla 48e | Spectateurs : 9 620 Arbitrage : M. Paris | Spectateurs : 9 620 Arbitrage : M. Paris |

### Groupe 2:Guatemala
| 3 décembre 1972 | Guatemala         | 1 - 0 | Salvador | Estadio Mateo Flores, Guatemala              |                                              |
|                 | Melgar 90e (pen.) |       |          | Spectateurs : 39 008 Arbitrage : M. Pageotte | Spectateurs : 39 008 Arbitrage : M. Pageotte |

| 10 décembre 1972 | Salvador | 0 - 1 | Guatemala  | Estadio Flor Blanca, San Salvador              |                                                |
|                  |          |       | Melgar 65e | Spectateurs : 24 828 Arbitrage : M. Kibritjian | Spectateurs : 24 828 Arbitrage : M. Kibritjian |

### Groupe 3:Honduras
| 3 décembre 1972 | Honduras                  | 2 - 1 | Costa Rica   | Estadio Nacional, Tegucigalpa                 |                                               |
|                 | Guevara 32e · Murillo 57e |       | Paniagua 40e | Spectateurs : 16 727 Arbitrage : M. Archundia | Spectateurs : 16 727 Arbitrage : M. Archundia |

| 10 décembre 1972 | Costa Rica                                   | 3 - 3 | Honduras                      | Stade Ricardo Saprissa, San José            |                                             |
|                  | Elizondo 8e · Saenz 50e · Sandoval 60e (csc) |       | Urquia 70e · Murillo 85e, 90e | Spectateurs : 14 274 Arbitrage : M. Ramirez | Spectateurs : 14 274 Arbitrage : M. Ramirez |

### Groupe 4:Antilles néerlandaises
Les Antilles néerlandaises se qualifient pour le tournoi final sans jouer, à la suite du forfait de la Jamaïque survenu après le tirage au sort.
| Équipe 1               | Résultat     | Équipe 2 |
| ---------------------- | ------------ | -------- |
| Antilles néerlandaises | Q. - forfait | Jamaïque |

### Groupe 5:Haïti
| 15 avril 1972 | Haïti                                           | 7 - 0 | Porto Rico | Stade Sylvio Cator, Port-au-Prince           |                                              |
|               | Sanon , · Désir · Vorbe · François · Barthélémy |       |            | Spectateurs : 2 152 Arbitrage : M. Archundia | Spectateurs : 2 152 Arbitrage : M. Archundia |

| 23 avril 1972 | Porto Rico | 0 - 5 | Haïti                     | San Juan                                   |                                            |
|               |            |       | Sanon , · Désir · Bayonne | Spectateurs : 1 592 Arbitrage : M. Canessa | Spectateurs : 1 592 Arbitrage : M. Canessa |

### Groupe 6:Trinité-et-Tobago
| Rang | Équipe             | Pts | J | G | N | P | Bp | Bc | Diff |  | Résultats (▼ dom., ► ext.) |     |     |      |
| ---- | ------------------ | --- | - | - | - | - | -- | -- | ---- |  | -------------------------- | --- | --- | ---- |
| 1    | Trinité-et-Tobago  | 7   | 4 | 3 | 1 | 0 | 16 | 4  | +12  |  | Trinité-et-Tobago          |     | 2-1 | 11-1 |
| 2    | Suriname           | 3   | 4 | 1 | 1 | 2 | 9  | 6  | +3   |  | Suriname                   | 1-1 |     | 1-3  |
| 3    | Antigua-et-Barbuda | 2   | 4 | 1 | 0 | 3 | 5  | 20 | -15  |  | Antigua-et-Barbuda         | 1-2 | 0-6 |      |

Le Surinam a disputé tous ses matchs à l'extérieur
| 10 novembre 1972 | Trinité-et-Tobago                                                                                | 11 - 1 | Antigua-et-Barbuda | King Georges V Park, Port of Spain                |                                                   |
|                  | Llewellyn 19e, 38e, 44e · David 42e, 70e, 79e · Spann 49e, 68e · Brewster 59e · Roberts 83e, 89e |        | Morris 20e         | Spectateurs : 6 510 Arbitrage : M. Alvarez Alfaro | Spectateurs : 6 510 Arbitrage : M. Alvarez Alfaro |

| 19 novembre 1972 | Antigua-et-Barbuda | 1 - 2 | Trinité-et-Tobago         | Recreation Ground, St John's                   |                                                |
|                  | Edwards 80e        |       | Llewellyn 10e · David 30e | Spectateurs : 2 750 Arbitrage : M. Ortiz Perez | Spectateurs : 2 750 Arbitrage : M. Ortiz Perez |

| 28 novembre 1972 | Trinité-et-Tobago          | 2 - 1 | Suriname          | Queen's Park Oval, Port of Spain            |                                             |
|                  | Brewster 63e · Roberts 68e |       | Zebeda 87e (pen.) | Spectateurs : 7 964 Arbitrage : M. Landauer | Spectateurs : 7 964 Arbitrage : M. Landauer |

| 30 novembre 1972 | Suriname  | 1 - 1 | Trinité-et-Tobago | Skinner Park, San Fernando                  |                                             |
|                  | David 75e |       | Zebeda 35e        | Spectateurs : 9 276 Arbitrage : M. Landauer | Spectateurs : 9 276 Arbitrage : M. Landauer |

| 3 décembre 1972 | Antigua-et-Barbuda | 0 - 6 | Suriname         | Recreation Ground, St John's               |                                            |
|                 |                    |       | Buteurs inconnus | Spectateurs : 2 027 Arbitrage : M. Amarica | Spectateurs : 2 027 Arbitrage : M. Amarica |

| 5 décembre 1972 | Suriname         | 1 - 3 | Antigua-et-Barbuda | Recreation Ground, St John's               |                                            |
|                 | Buteurs inconnus |       | Buteurs inconnus   | Spectateurs : 9 620 Arbitrage : M. Amarica | Spectateurs : 9 620 Arbitrage : M. Amarica |

## Phase finale
Le tournoi final réunit les 6 équipes qualifiées à l'issue du premier tour : Haïti, Trinidad-et-Tobago, le Mexique, le Honduras, le Guatemala et les Antilles néerlandaises. Ces équipes se retrouvent à Port-au-Prince pour un tournoi où toutes les équipes se rencontrent une fois. À domicile, c'est Haïti qui réalise un parcours parfait avant de perdre le dernier match contre le Mexique, sans conséquence puisque le titre était acquis. Un titre de champion du CONCACAF synonyme pour Haïti de qualification pour la Coupe du monde 1974 en Allemagne.
| Rang | Équipe                 | Pts | J | G | N | P | Bp | Bc | Diff |  | Résultats              |  |     |     |     |     |     |
| ---- | ---------------------- | --- | - | - | - | - | -- | -- | ---- |  | ---------------------- |  | --- | --- | --- | --- | --- |
| 1    | Haïti                  | 8   | 5 | 4 | 0 | 1 | 8  | 3  | +5   |  | Haïti                  |  | 2-1 | 0-1 | 1-0 | 2-1 | 3-0 |
| 2    | Trinité-et-Tobago      | 6   | 5 | 3 | 0 | 2 | 11 | 4  | +7   |  | Trinité-et-Tobago      |  |     | 4-0 | 1-2 | 1-0 | 4-0 |
| 3    | Mexique                | 6   | 5 | 2 | 2 | 1 | 10 | 5  | +5   |  | Mexique                |  |     |     | 1-1 | 0-0 | 8-0 |
| 4    | Honduras               | 5   | 5 | 1 | 3 | 1 | 6  | 6  | 0    |  | Honduras               |  |     |     |     | 1-1 | 2-2 |
| 5    | Guatemala              | 3   | 5 | 0 | 3 | 2 | 4  | 6  | -2   |  | Guatemala              |  |     |     |     |     | 2-2 |
| 6    | Antilles néerlandaises | 2   | 5 | 0 | 2 | 3 | 4  | 19 | -15  |  | Antilles néerlandaises |  |     |     |     |     |     |

| 28 novembre 1973 | Honduras                     | 2 - 1 | Trinité-et-Tobago | Stade Sylvio Cator, Port-au-Prince        |                                           |
|                  | Guifarro 33e · Maradiaga 51e |       | David 61e         | Spectateurs : 12 816 Arbitrage : M. Davis | Spectateurs : 12 816 Arbitrage : M. Davis |

| 30 novembre 1973 | Mexique | 0 - 0 | Guatemala | Stade Sylvio Cator, Port-au-Prince        |
|                  |         |       |           | Spectateurs : 12 816 Arbitrage : M. Hight |

| 1er décembre 1973 | Haïti                      | 3 - 0 | Antilles néerlandaises | Stade Sylvio Cator, Port-au-Prince             |                                                |
|                   | Sanon 25e, 61e · Désir 29e |       |                        | Spectateurs : 12 816 Arbitrage : M. Soto Paris | Spectateurs : 12 816 Arbitrage : M. Soto Paris |

| 3 décembre 1973 | Honduras     | 1 - 1 | Mexique     | Stade Sylvio Cator, Port-au-Prince           |                                              |
|                 | Guifarro 54e |       | Salgado 73e | Spectateurs : 12 816 Arbitrage : M. Winseman | Spectateurs : 12 816 Arbitrage : M. Winseman |

| 4 décembre 1973 | Haïti                    | 2 - 1 | Trinité-et-Tobago | Stade Sylvio Cator, Port-au-Prince            |                                               |
|                 | Sanon 9e · Saint-Vil 88e |       | David 15e         | Spectateurs : 12 816 Arbitrage : M. Henríquez | Spectateurs : 12 816 Arbitrage : M. Henríquez |

| 6 décembre 1973 | Antilles néerlandaises      | 2 - 2 | Guatemala               | Stade Sylvio Cator, Port-au-Prince             |                                                |
|                 | Toppenberg 18e · Schoop 75e |       | Roldan 6e · Morales 63e | Spectateurs : 14 257 Arbitrage : M. Kibritjian | Spectateurs : 14 257 Arbitrage : M. Kibritjian |

| 7 décembre 1973 | Haïti         | 1 - 0 | Honduras | Stade Sylvio Cator, Port-au-Prince           |                                              |
|                 | Saint-Vil 89e |       |          | Spectateurs : 14 257 Arbitrage : M. Winseman | Spectateurs : 14 257 Arbitrage : M. Winseman |

| 8 décembre 1973 | Mexique                                                                  | 8 - 0 | Antilles néerlandaises | Stade Sylvio Cator, Port-au-Prince            |                                               |
|                 | Salgado 10e, 76e · Mucino 32e, 45e, 48e, 82e · Pulido 35e · Lapuente 78e |       |                        | Spectateurs : 14 257 Arbitrage : M. Henríquez | Spectateurs : 14 257 Arbitrage : M. Henríquez |

| 10 décembre 1973 | Trinité-et-Tobago | 1 - 0 | Guatemala | Stade Sylvio Cator, Port-au-Prince             |                                                |
|                  | David 30e         |       |           | Spectateurs : 15 361 Arbitrage : M. Soto Paris | Spectateurs : 15 361 Arbitrage : M. Soto Paris |

| 12 décembre 1973 | Honduras                | 2 - 2 | Antilles néerlandaises | Stade Sylvio Cator, Port-au-Prince          |                                             |
|                  | Sosa 33e · Guifarro 50e |       | Clemencia · Saint-Jago | Spectateurs : 15 361 Arbitrage : M. Chaplin | Spectateurs : 15 361 Arbitrage : M. Chaplin |

| 13 décembre 1973 | Haïti          | 2 - 1 | Guatemala     | Stade Sylvio Cator, Port-au-Prince        |                                           |
|                  | Sanon 28e, 72e |       | Monterroso 4e | Spectateurs : 15 361 Arbitrage : M. Davis | Spectateurs : 15 361 Arbitrage : M. Davis |

| 14 décembre 1973 | Trinité-et-Tobago                             | 4 - 0 | Mexique | Stade Sylvio Cator, Port-au-Prince           |                                              |
|                  | Cummings 11e, 39e · David 52e · Archibald 62e |       |         | Spectateurs : 15 361 Arbitrage : M. Winseman | Spectateurs : 15 361 Arbitrage : M. Winseman |

| 15 décembre 1973 | Honduras    | 1 - 1 | Guatemala   | Stade Sylvio Cator, Port-au-Prince         |                                            |
|                  | Guevara 15e |       | Banegas 83e | Spectateurs : 15 345 Arbitrage : M. Schott | Spectateurs : 15 345 Arbitrage : M. Schott |

| 17 décembre 1973 | Trinité-et-Tobago                       | 4 - 0 | Antilles néerlandaises | Stade Sylvio Cator, Port-au-Prince            |                                               |
|                  | David 16e, 51e, 62e · Brunken 33e (csc) |       |                        | Spectateurs : 17 358 Arbitrage : M. Villarejo | Spectateurs : 17 358 Arbitrage : M. Villarejo |

| 18 décembre 1973 | Haïti | 0 - 1 | Mexique   | Stade Sylvio Cator, Port-au-Prince             |                                                |
|                  |       |       | Borja 29e | Spectateurs : 22 354 Arbitrage : M. Kibritjian | Spectateurs : 22 354 Arbitrage : M. Kibritjian |

| Champion de la CONCACAF 1973 |
| ---------------------------- |
| Haïti Premier Titre          |

## Meilleurs buteurs
7 buts
- Steve David

5 buts
- Emmanuel Sanon

4 buts
- Ruben Guifarro
- Octavio "Centavo" Muciño